# Alana

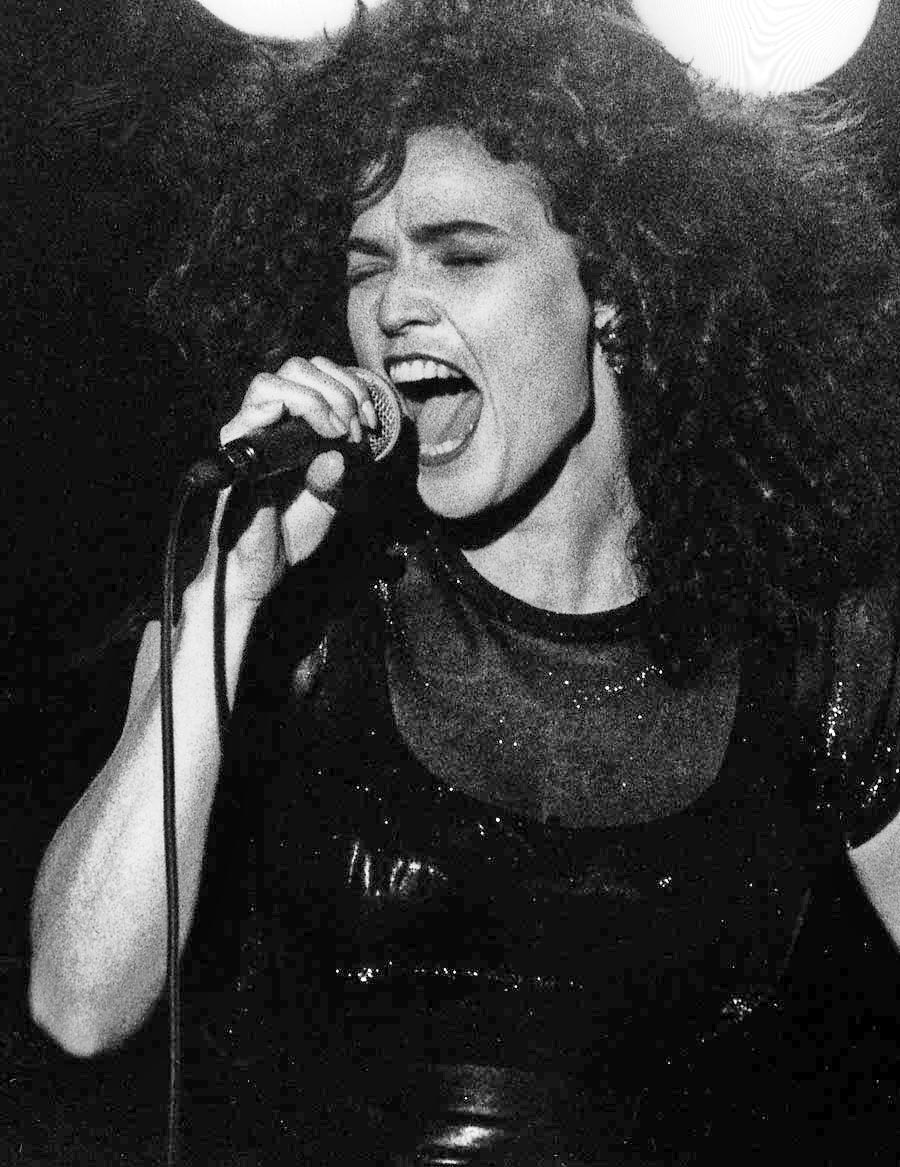
Alannah Myles

Alana är ett kvinnonamn av iriskt ursprung som betyder 'mitt barn'. Den maskulina varianten är Alan.
Den 31 december 2017 fanns det totalt 65 kvinnor folkbokförda i Sverige med namnet Alana, varav 44 bar det som tilltalsnamn.
Namnsdag i Sverige: saknas

Namnsdag i Finland (finlandssvenska namnlängden): saknas

## Personer med namnet Alana
- Alana Blahoski, amerikansk ishockeyspelare
- Alannah Currie, brittisk sångerska och musiker
- Alannah Myles, kanadensisk sångerska och musiker